# Груггер, Ханс
Ханс Груггер (нем. Johann "Hans" Grugger, род. 13 декабря 1981, Шварцах) — австрийский горнолыжник, участник Олимпийских игр, многократный победитель этапов Кубка мира. Специалист скоростных дисциплин.
На чемпионате мире среди юниоров 2001 года в Вербье выиграл серебро в гигантском слаломе.
В Кубке мира Груггер дебютировал 29 ноября 2003 года, в декабре 2004 года впервые в своей карьере одержал победу на этапе Кубка мира. Всего на сегодняшний день имеет 4 победы на этапах Кубка мира: 2 в скоростном спуске и 2 в супергиганте. Лучшим достижением в общем зачёте Кубка мира является для Груггера 10-е место в сезоне 2004-05.
На Олимпиаде-2010 в Ванкувере, стал 22-м в скоростном спуске.
За свою карьеру участвовал в одном чемпионате мира, на чемпионате мира 2005 года занял 9-е место в скоростном спуске.
Использует лыжи и ботинки производства фирмы Head.